# Bågskytte vid europeiska spelen
Bågskytte vid europeiska spelen är bågskyttetävlingar som ingår i de europeiska spelen. Bågskytte var en av de 20 sporter som fanns med vid de första europeiska spelen 2015. Sporten finns med på programmet även under andra upplagan 2019 då vissa av tävlingarna också är en del av kvalet till Olympiska sommarspelen 2020.

## Grenar
Vid de första europeiska spelen genomfördes endast tävlingar i den olympiska disciplinen recurvebåge. Till tävlingarna 2019 har det lagts till tävlingar i compoundbåge på schemat.
|           |  |   |   |  |  |  |  |  |  |  |  |  |  |  |  |  |  |  |  |  |  |  |  |  |  |  |
| Bågskytte |  | 5 | 8 |  |  |  |  |  |  |  |  |  |  |  |  |  |  |  |  |  |  |  |  |  |  |  |

## Medaljörer

### 2015
Se även Bågskytte vid europeiska spelen 2015.
| Gren                | Guld                                                     | Silver                                                                  | Brons                                                            |
| Herrar individuellt | Miguel Alvariño (ESP)                                    | Sjef van den Berg (NED)                                                 | Anton Prilepov (BLR)                                             |
| Herrar lag          | Ukraina Heorhiy Ivanytskyy Markiyan Ivashko Viktor Ruban | Spanien Miguel Alvarino Garcia Juan Ignacio Rodriguez Antonio Fernandez | Nederländerna Rick van der Ven Sjef van den Berg Mitch Dielemans |
| Damer individuellt  | Karina Winter (GER)                                      | Maja Jager (DEN)                                                        | Alicia Marín (ESP)                                               |
| Lag damer           | Italien Natalia Valeeva Guendalina Sartori Elena Tonetta | Belarus Hanna Marusava Ekaterina Timofejeva Alena Tolkach               | Ukraina Lidiia Sijenikova Veronika Marchenko Anastasia Pavlova   |
| Mixlag              | Italien Natalia Valeeva Mauro Nespoli                    | Georgien Khatuna Narimanidze Lasha Pkhakadze                            | Ukraina Lidiia Sijenikova Heorhij Ivanytskyy                     |

### 2019
Se även Bågskytte vid europeiska spelen 2019.
Recurvebåge
| Gren                | Guld                                                           | Silver                                                        | Brons                                                  |
| Herrar individuellt | Mauro Nespoli (ITA)                                            | Steve Wijler (NED)                                            | Pablo Acha (ESP)                                       |
| Herrar lag          | Frankrike Pierre Plihon Thomas Chirault Jean-Charles Valladont | Nederländerna Sjef van den Berg Jan van Tongeren Steve Wijler | Italien Marco Galiazzo Mauro Nespoli David Pasqualucci |
| Damer individuellt  | Tatiana Andreoli (ITA)                                         | Lucilla Boari (ITA)                                           | Gabriela Bayardo (NED)                                 |
| Damer lag           | Storbritannien Sarah Bettles Naomi Folkard Bryony Pitman       | Belarus Karyna Dziominskaja Karyna Kazlouskaja Hanna Marusava | Danmark Randi Degn Maja Jager Anne Marie Laursen       |
| Mixlag              | Italien Lucilla Boari Mauro Nespoli                            | Storbritannien Naomi Folkard Patrick Huston                   | Tyskland Michelle Kroppen Cedric Rieger                |

Compoundbåge
| Gren                | Guld                                    | Silver                                      | Brons                              |
| Herrar individuellt | Mike Schloesser (NED)                   | Gilles Seywert (LUX)                        | Mario Vavro (CRO)                  |
| Damer individuellt  | Toja Ellison (SLO)                      | Natalja Avdejeva (RUS)                      | Sophie Dodemont (FRA)              |
| Mixlag              | Ryssland Natalja Avdejeva Anton Bulajev | Nederländerna Sanne de Laat Mike Schloesser | Turkiet Yeşim Bostan Evren Çağıran |